# Abraham (Steinmetz)
Abraham (altgriechisch Ἀβράμιος) war ein spätantiker Steinmetz, der von der zweiten Hälfte des 4. Jahrhunderts bis in die erste Hälfte des 5. Jahrhunderts in Tiberias tätig war. Er ist aus einer christlichen Inschrift auf dem Abakus eines Kapitells bekannt, als dessen Stifter er genannt wurde. Das Kapitell wurde als Spolie wieder verwendet.